# Ken Hammond
Kenneth Paul „Ken“ Hammond (* 22. August 1963 in Port Credit, Ontario) ist ein ehemaliger kanadischer Eishockeyspieler, der im Verlauf seiner aktiven Karriere zwischen 1981 und 1996 unter anderem 208 Spiele für die Los Angeles Kings, Edmonton Oilers, New York Rangers, Toronto Maple Leafs, Boston Bruins, San Jose Sharks, Vancouver Canucks und Ottawa Senators in der National Hockey League (NHL) auf der Position des Verteidigers bestritten hat. Darüber hinaus absolvierte Hammond weitere 563 Partien in der American Hockey League (AHL) und International Hockey League (IHL).

## Karriere
Hammond spielte zunächst vier Jahre von 1981 bis 1985 am Rensselaer Polytechnic Institute in der Eastern College Athletic Conference der National Collegiate Athletic Association. Nach einer herausragenden Saison 1984/85, in dem er die Universitätsmannschaft, der auch Adam Oates angehörte, als Mannschaftskapitän zum Gewinn der nationalen Meisterschaft führte, wurde er in diverse Auswahlteams gewählt.
Noch in derselben Spielzeit unterschrieb er bei den Los Angeles Kings, die ihn im NHL Entry Draft 1983 in der achten Runde an 147. Stelle ausgewählt hatten, seinen ersten Profivertrag. Im restlichen Saisonverlauf kam er zu seinen ersten drei NHL-Einsätzen. Auch die folgenden drei Spielzeiten verbrachte der Verteidiger in der Organisation der Los Angeles Kings, lief aber hauptsächlich für die New Haven Nighthawks, das Farmteam der Kings, in der American Hockey League auf. Im Anschluss an die Saison 1987/88 folgten binnen kurzer Zeit Wechsel zu den Edmonton Oilers, New York Rangers und Toronto Maple Leafs. Jedoch konnte er sich auch dort nicht im Stammkader der Teams festspielen, woraufhin es zu weiteren Wechsel zu den Boston Bruins, San Jose Sharks und Vancouver Canucks kam. Lediglich in San Jose bestritt er mehrere Spiele, für Boston und Vancouver nur eins respektive zwei.  Im Sommer 1992 wurde er dann im Expansion Draft von den neu gegründeten Ottawa Senators ausgewählt, die ihn in 62 Spielen, so viele wie nie zuvor innerhalb einer Saison, einsetzten.
Die Spielzeit 1992/93 mit Ottawa war seine letzte Station bei einem NHL-Team. In den folgenden drei Jahren ließ der Kanadier seine Karriere in den Minor Leagues bei den Providence Bruins und Kansas City Blades ausklingen. Nach der Saison 1995/96 trat er vom aktiven Sport zurück.

### International
- Mit der kanadischen Nationalmannschaft nahm Hammond im Sommer 1990 an den Goodwill Games teil. Dort gewann er mit dem Team die Bronzemedaille.

## Erfolge und Auszeichnungen
- 1985 ECAC First All-Star Team
- 1985 NCAA East First All-American Team
- 1985 NCAA Championship All-Tournament Team
- 1985 NCAA-Division-I-Championship mit dem Rensselaer Polytechnic Institute

### International
- 1990 Bronzemedaille bei den Goodwill Games

## Karrierestatistik

### International
Vertrat Kanada bei:
- Goodwill Games 1990

(Legende zur Spielerstatistik: Sp oder GP = absolvierte Spiele; T oder G = erzielte Tore; V oder A = erzielte Assists; Pkt oder Pts = erzielte Scorerpunkte; SM oder PIM = erhaltene Strafminuten; +/− = Plus/Minus-Bilanz; PP = erzielte Überzahltore; SH = erzielte Unterzahltore; GW = erzielte Siegtore; 1 Play-downs/Relegation; Kursiv: Statistik nicht vollständig)